# Matungao
Matungao is een gemeente in de Filipijnse provincie Lanao del Norte in het noorden van het eiland Mindanao. Bij de laatste census in 2007 had de gemeente bijna 10 duizend inwoners.

## Geografie

### Bestuurlijke indeling
Matungao is onderverdeeld in de volgende 12 barangays:
| - Bangco - Batal - Batangan - Bubong Radapan - Cadayonan - Matampay | - Pangi - Pasayanon - Poblacion - Puntod - Santa Cruz - Somiorang |

## Demografie
Matungao had bij de census van 2007 een inwoneraantal van 9.984 mensen. Dit zijn 718 mensen (7,7%) meer dan bij de vorige census van 2000. De gemiddelde jaarlijkse groei komt daarmee uit op 1,03%, hetgeen lager is dan het landelijk jaarlijks gemiddelde over deze periode (2,04%). Vergeleken met de census van 1995 is het aantal mensen met 1.533 (18,1%) toegenomen.

De bevolkingsdichtheid van Matungao was ten tijde van de laatste census, met 9.984 inwoners op 45,74 km², 218,3 mensen per km².